# Melica weinii
Melica weinii är en gräsart som beskrevs av Werner Hempel. Melica weinii ingår i släktet slokar, och familjen gräs. Inga underarter finns listade i Catalogue of Life.